# Tragelaphus eurycerus
El bongo (Tragelaphus eurycerus) es una especie de mamífero artiodáctilo de la subfamilia Bovinae. Es una especie de antílope que habita las selvas de buena parte de África. Posee una librea única, adaptada al medio forestal que ocupa.

## Descripción
Los machos pesan entre 250 y 450 kg y las hembras entre 210 y 240 kg. El cuerpo mide entre 1,70 y 2,50 m de longitud, con altura hasta el lomo de 1,25 m. El color del pelo es castaño rojizo a anaranjado en los jóvenes y se obscurece con los años hasta hacerse negruzco en los mayores, especialmente en la parte delantera. presentan entre 12 y 14 rayas blancas verticales que van a cada lado del lomo al vientre y una crin de pelo blancuzco y negro sobre toda la espina dorsal. Tiene una mancha blanca bajo los ojos, otra bajo el hocico y una negra sobre la nariz. Machos y hembras presentan cuernos curvados en espiral, de 75 a 95 cm de largo, formando una V sobre la frente.
Por ser la única especie de su género cuyas hembras poseen cuernos, se le clasifica dentro del subgénero Boocercus.

## Distribución y ecología
Habita bosques espesos de montaña y bosques de bambú hasta los 4000 m s. n. m. en grupos de 6 a 8 individuos. Se encuentra en Aberdares, Monte Kenia, bosque del Mau y colinas Cherangani. Muchas de las poblaciones que hoy subsisten han quedado aisladas en parches de bosque rodeados de campo abierto. Hasta hace pocos años era un frecuente visitante de los depósitos de sal junto a los lodges de Aberdares, especialmente The Ark, pero su población ha disminuido, posiblemente debido al acoso de los leones que han proliferado en exceso en este parque. 

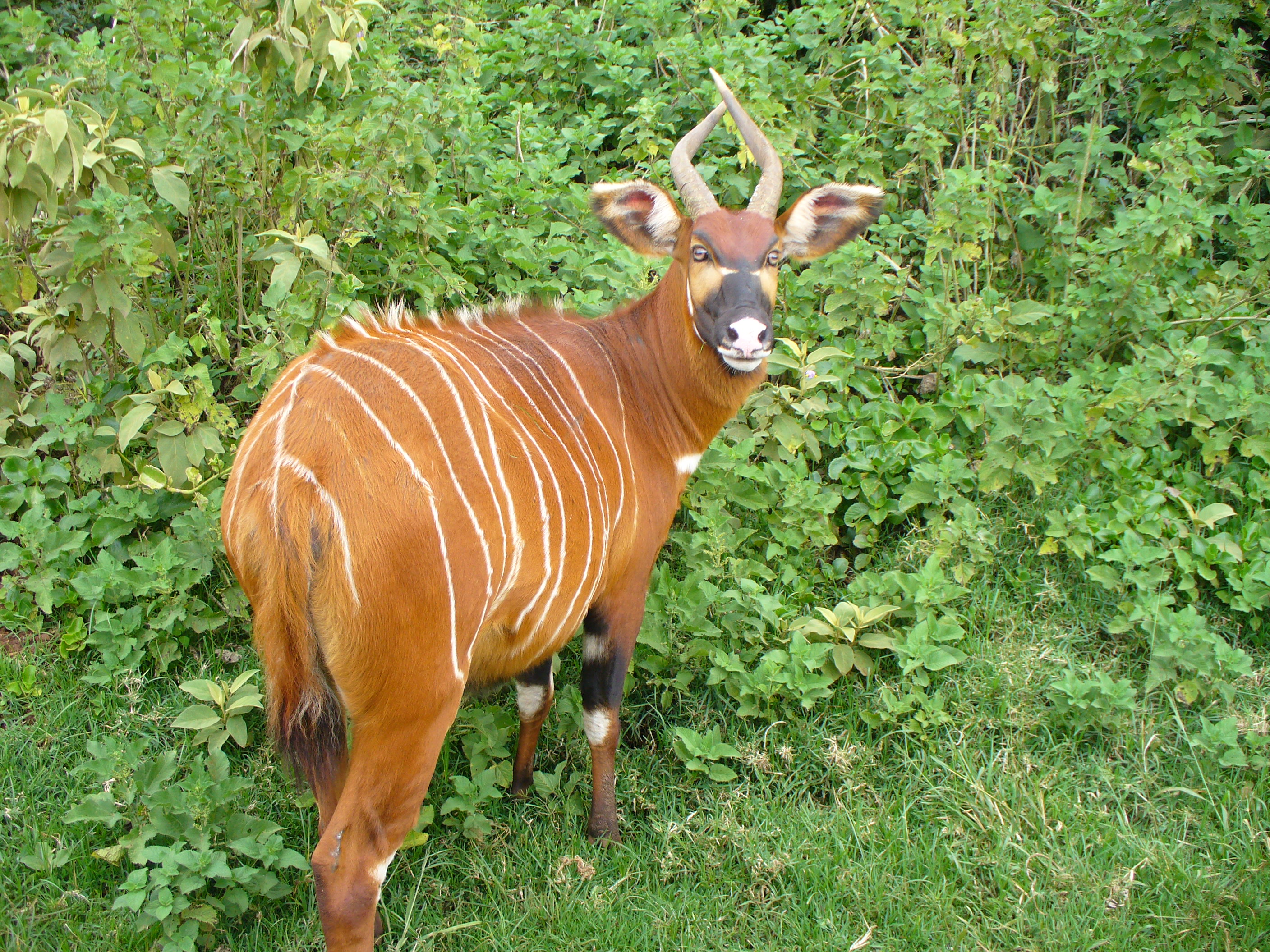
Bongo de montaña.

La subespecie T. e. isaaci, el bongo de montaña o bongo oriental, se encuentra sólo en los bosques de una remota región al centro de Kenia y se considera en peligro de extinción.

## Alimentación
Es un ramoneador estricto. Prefiere las hojas y brotes de arbustos y plantas trepadoras, aunque también busca la madera, corteza y frutas podridas. Se yergue sobre sus patas traseras para alcanzar los árboles. Utiliza los cuernos para excavar raíces y romper ramas altas. Aparentemente no come el bambú. Las zonas óptimas para su alimentación son los claros del bosque, donde la luz del sol llega hasta el suelo y permite el crecimiento de vegetación a baja altura. 

## Comportamiento
Principalmente nocturno, aunque parcialmente diurno. De comportamiento muy tímido. Suele vivir en parejas o formar grupos familiares de varias hembras relacionadas y sus crías. En ocasiones se presenta en rebaños de hasta 35 individuos. Los grupos más grandes se forman unos meses después del nacimiento de los terneros y durante la estación seca anterior a las lluvias largas. Estos grupos mayores pueden ser asociaciones temporales de unidades más pequeñas y estables. Los machos adultos son solitarios y solamente se unen a los grupos de hembras durante el apareamiento. 
La observación del bongo es difícil, ya que permanece oculto en la espesura del bosque, sobre todo en las horas de sol. Se alimenta de noche y en las horas templadas del día. Frecuenta las charcas de barro y los depósitos de sal. La conformación de su cuerpo y sus cortas patas están adaptados al movimiento a través de la maleza densa, donde se desplaza ágilmente con la cabeza agachada y los cuernos extendidos hacia atrás. El bongo no es saltador, prefiere sortear los obstáculos por debajo. Su oído es excelente. Aunque suele mantenerse en silencio, emite un sonido parecido a un balido y su voz de alarma es alta y resonante. 
El bongo no es un antílope territorial. Las poblaciones de Aberdares realizan pequeñas migraciones entre las cotas de 2100 y 3100 m.s.n.m.: en las estaciones secas ascienden hasta los bosques de bambú y los altos páramos, mientras que durante las lluvias descienden a los bosques nubosos. 
Sus principales depredadores, además del hombre, son el leopardo y la hiena. Las serpientes pitón atacan a los recentales. Aunque el león no es un predador tradicional de este antílope, la excesiva proliferación de estos felinos en Aberdares parece ser una de las causas de la reducción de la población de bongos. Su longevidad es de 12 a 15 años.